# Jason Richard Swallen
Jason Richard Swallen (1903-1991) va ser un destacat agrostòlèg nord-americà.
Entre 1936 i 1946 va pertànyer al staff del Bureau of Plant Industry, del United States Department of Agriculture. Ingressa també l'any 1946, al "Departament de Botànica" del Jardí Botànic dels Estats Units, Institut Smithsonià, arribant a 'Cap' de l'herbari, l'any 1950; reemplaçant a Ellsworth P. Killip.
Va ser recol·lector de flora en àmplies regions del sud-oest dels Estats Units, i l'any 1932 a la península de Yucatán, obtenint gramínies a Quintana Roo al Lago Chichancanab, Tancah, i l'illa Cozumel.

## Algunes publicacions
- Swallen, JR. 1928. The grasses of California. Ed. Smithsonian Institution
- ----. 1932. Collecting grasses in Texas, Louisiana, & northeastern Mexico. Ed. Smithsonian Institution
- ----. 1933. Collecting grasses in Tennessee, Kentucky, & Yucatan. Ed. Smithsonian Institution
- ----. 1935. Collecting grasses in northeastern Brazil. Ed. Smithsonian Institution
- Hitchcock, AC; JR Swallen; A Chase. 1939. Poales poaceae : [pars]. Ed. The New York Bot. Garden. North american flora v.17, 8.
- Swallen, JR. 1943. Flora of Panama: Gramineae. Ed. Missouri Botanical Garden
- ----. 1950. A new species of Leptoloma from Texas (Contributions from the Texas Research Foundation). Ed. Texas Research Foundation
- ----. 1950. Some introduced forage grasses of the genus Andropogon & related species (Contributions from the Texas Research Foundation). Texas Research Foundation. 19 pp.
- ----.1955. Flora of Guatemala: Part II: grasses of Guatemala. Fieldiana: Botany 24, pt. II

### Llibres
- Swallen, JR. 1955. Flora Of Guatemala : Part II : Grasses Of Guatemala Fieldiana: Botany 24, parte II. ix + 390 pp. ISBN B0007ESXF8
- Swallen, JR. 1950. New grasses from Mexico, Central America & Surinam (Contributions from the United States National Herbarium). Ed. U.S. Govt. Print. Off. 428 pp.
- ----. 1948. New grasses from Honduras, Columbia, Venezuela, Ecuador, Bolivia, & Brazil (Contributions from the United States National Herbarium). Ed. U.S. Govt. Print. Off. 276 pp.
- ----. 1947. The awnless annual species of Muhlenbergia (Contributions from the United States National Herbarium). Ed. U.S. Govt. Print. Off. 208 pp.

## Honors
Epònims
gènere de la família
- (Poaceae) Swallenia (Swallen) Soderstr. & H.F.Decker[1]

EspèciesN'hi ha unes 30, entre elles:
- (Poaceae) Achnatherum swallenii (C.L.Hitchc. & Spellenb.) Barkworth[2]

- (Poaceae) Festuca swallenii E.B.Alexeev[3]

- (Poaceae) Gymnopogon swallenii J.P.Sm.[4]